# Мрежавац
Мрежавац (lat. reticulum) је један од преджелудаца преживара, који са бурагом гради једну целину. Мрежавац је добио име по изгледу слузокоже која има мрежасте наборе који изгледом подсећају на пчелиње саће.

## Положај у телу
Мрежавац се налази кранијално од бурага, односно између бурага и дијафрагме на коју належе (2-4 cm иза срца), лоциран између VI и VII или VIII ребра. 

## Облик и грађа
Мрежавац је лоптастог облика. Шупљина мрежавца је повезана са осталим преджелуцима са два отвора. Велики отвор налази се између мрежавца и бурага (ostium ruminoreticulare) на коме се споља види sulcus ruminoreticularis, а унутра pila ruminoreticularis. Између мрежавца и листавца налази се мали отвор (ostium reticuloomasicum). Од једњачког отвора па до ostium reticuloomasicum-а пружа се по унутрашњој страни десног зида предворја бурага и мрежавца један жлеб који се назива једњачки жлеб. 
Кутана слузокожа мрежавца образује наборе у виду малих и танких листића, високих 10-13 mm који се пружају у разним правцима, спајају се и образују просторе облика пчелињег саћа (cellulae reticuli). На дну ових простора налазе се у говеда мањи набори слузокоже који опет ограничавају мање просторе. Већи простори су различите величине и постепено се смањују и губе према бурагу у једњачком жлебу. У овце су гредице знатно ниже.
Зид мрежавца граде три слоја: слузокожа (tunica mucosa), мишићни слој (tunica muscularis) и серозни омотач (tunica serosa). 
Слузокожа мрежавца је дермопапиларног типа. Lamina epithelialis је грађена од плочастослојевитог орожалог епитела. Испод епитела је крзно (lamina propria mucosae) које се папилама утискује у епител. Слузокожа гради непокретне наборе у чијем се крзну налазе снопови глатких мишићних влакана. На местима где се укрштају ови набори, мишићна влакна једног набора прелазе у друге.
Мишићни омотач је грађен од два слоја: унутрашњи кружни (stratum circulare) и спољашњи уздужни (stratum longitudinale).
На мишићни слој належе серозни омотач.